# توماس ويلوبي نيوتن
توماس ويلوبي نيوتن (بالإنجليزية: Thomas Willoughby Newton)‏ هو سياسي أمريكي، ولد في 18 يناير 1804 في الإسكندرية في الولايات المتحدة، وتوفي في 22 سبتمبر 1853 في نيويورك في الولايات المتحدة. انتخب عضو مجلس ولاية أركنساس وانتخب عضو مجلس النواب الأمريكي.